# Robert Littell
Robert Littell (ur. 8 stycznia 1935 w Nowym Jorku) – amerykański pisarz, autor powieści kryminalnych i sensacyjnych. Ojciec Jonathana.
Urodził się na Brooklynie w żydowskiej rodzinie polskiego pochodzenia. W 1956 ukończył studia na Alfred University, służył w U.S. Navy. Przez wiele lat był dziennikarzem, pracował w Newsweeku, specjalizował się w tematyce rosyjskiej i bliskowschodniej. Jako prozaik debiutował w 1973. Jest autorem kilkunastu powieści szpiegowskich, rozgrywających się w latach zimnej wojny, ale i później. Często wykorzystuje w nich doświadczenia zdobyte podczas kariery korespondenta.
Jego utwory były kilkakrotnie filmowane. Obecnie mieszka we Francji.

## Polskie przekłady
- Zdrada Lewintera 1992 (The Defection of A.J. Lewinter 1973)
- Amator (The Amateur 1981)
- Operacja "Ironweed" (An Agent in Place 1991)
- W gąszczu luster: Powieść o CIA (The Company: A Novel of the CIA 2002)
- Legendy czyli Maski szpiega (Legends. A Novel of Dissimulation 2005)